# C/2009 F6 Yi-SWAN
C/2009 F6 (Yi-SWAN) è una cometa a lunghissimo periodo per cui è classificata tra le comete non periodiche.

## Orbita
Particolarità della cometa è di avere un'orbita quasi perpendicolare alle orbite dei pianeti e di avere una MOID con l'orbita del pianeta Marte molto piccola, simile a quella, ancor più piccola, della cometa C/2013 A1 Siding Spring: la cometa è passata in un punto dello spazio poco più di 140 giorni prima che Marte passasse quasi nello stesso punto.

## Scoperta
L'astrofilo statunitense Robert D. Matson esaminando immagini riprese dallo strumento SWAN, uno dei dodici strumenti installati sulla sonda SOHO scoprì la cometa nelle immagini riprese a partire dal 29 marzo 2009. Il giorno dopo la pubblicazione dell'annuncio della scoperta venne fuori che il 26 marzo un altro astrofilo, il sudcoreano Dae-am Yi, aveva già fotografato e scoperto la cometa, nello stesso giorno veniva fuori che in effetti un altro astrofilo, il russo Stanislav Korotkiy, aveva già fotografato la cometa il 25 marzo ma non si era accorto dell'oggetto perdendo così la possibilità di dare il suo nome alla cometa.